# Philharmonix
Philharmonix (bis 2017: The Philharmonics) ist ein Ensemble, das sich aus sieben Musikern zusammensetzt, die hauptsächlich aus den Reihen der Wiener Philharmoniker und Berliner Philharmoniker stammen. Das Repertoire reicht von Klassik bis Gypsy, Klezmer und Latin Jazz.

## Geschichte
Das Ensemble wurde 2007 während eines Japan-Gastspiels der Wiener Philharmoniker gegründet. Stilistisch verschmelzen in ihren Konzerten unterschiedliche Stilrichtungen. Zum Repertoire zählen Werke der Klassik sowie der Wiener Musik, das Ensemble bindet dabei auch Elemente der Zigeunermusik, balkanischen Volksmusik, Klezmer, Latin Jazz und Tango mit ein.
Die österreichische Tageszeitung Die Presse schrieb in einer Rezension:

„Eine Musikergemeinschaft, die zwischen Brahms, Johann Strauss, Chick Corea und amerikanischer Filmmusik sämtliche Spielarten im Grenzbereich zwischen „E“ und „U“ virtuos beherrscht. Atemberaubend, wie der Kontrabassist Ödön Racz den „Hummelflug“ in weltrekordverdächtigem Tempo absolviert, zündend, wie zigeunerisch Inspiriertes klingt, vom „Ritter Pásmán“-Csardas über „ungarische Tänze“ bis zu Ravels „Tzigane“, die schon im Titel von ihren musikalischen Wurzeln kündet.“

Seit dem Jahr 2017 spielt das Ensemble in seiner heutigen Zusammensetzung.
Im Jahr 2018 wurde das Ensemble mit dem Opus Klassik in der Kategorie „Klassik ohne Grenzen“ ausgezeichnet.

## Besetzung

### Aktuelle Mitglieder
Noah Bendix-Balgley (1. Violine) wurde 1984 in Asheville, North Carolina, geboren. Von 2011 bis 2015 war er Erster Konzertmeister des Pittsburgh Symphony Orchestra und ist seit 2014 Erster Konzertmeister der Berliner Philharmoniker. Seit 2017 ist er Mitglied der Philharmonix. Er ist begeisterter Interpret traditioneller Klezmer-Musik und bringt diese auch ins Ensemble Philharmonix ein.
Sebastian Gürtler (2. Violine) wurde in Hallein geboren. Er war von 1997 bis 2008 Erster Konzertmeister des Orchesters der Volksoper Wien und ist seit 2015 Erster Geiger im Hugo-Wolf-Quartett.
Thilo Fechner (Bratsche) wurde 1968 in Berlin als Sohn einer Musikerfamilie geboren. Er studierte ab 1988 an der Hochschule der Künste Berlin bei Hans Joachim Greiner Viola und setzte sein Studium zwischen 1990 und 1992 an der New Yorker Juilliard School bei Karen Tuttle fort. Sein Studium beendete er an der Hochschule der Künste Berlin bei Wilfried Strehle und legte die Reifeprüfung bei Bruno Giuranna ab. 1992 erhielt er das „Ferenc-Fricsay-Stipendium“, gehörte von 1993 bis 1995 der Orchester-Akademie der Berliner Philharmoniker an und war Mitglied des Berliner Barockorchesters bzw. der Philharmonischen Solisten Berlin. 1996 folgte ein Engagement beim Orchestre de la Suisse Romande in Genf, 1997 wechselte er zu den Münchner Philharmonikern. Er wirkte mehrfach im Orchester der Bayreuther Festspiele mit und wurde 2004 Mitglied der Wiener Staatsoper sowie kurz darauf der Wiener Philharmoniker.
Stephan Koncz (Violoncello) wurde 1984 in Wien geboren und stammt aus einer österreichisch-ungarischen Musikerfamilie. Er studierte an der Universität für Musik und darstellende Kunst Wien bei Valentin Erben und Róbert Nagy und absolvierte Meisterkurse bei Daniel Barenboim, Steven Isserlis und Heinrich Schiff sowie zusätzliche Dirigier- und Kompositionsstudien. Als Solist und Kammermusiker gewann Koncz Preise bei nationalen und internationalen Wettbewerben. Von 2006 bis 2008 war er Stipendiat an der Orchester-Akademie der Berliner Philharmoniker (Studium bei Ludwig Quandt) und wirkte in Folge regelmäßig sowohl im Orchester als auch bei den 12 Cellisten der Berliner Philharmoniker. Nach 2 Jahren als Mitglied im Wiener Staatsopernorchester / Wiener Philharmoniker wechselte er 2010 zu den Berliner Philharmonikern.
Ödön Rácz (Kontrabass) wurde 1981 in Budapest geboren. 2004 wurde er Mitglied im Orchester der Wiener Staatsoper, seit 2009 ist er Solo-Kontrabassist der Wiener Philharmoniker und des Orchesters der Wiener Staatsoper.
Daniel Ottensamer (Klarinette) wurde 1986 in Wien als Sohn einer Musikerfamilie geboren und ist seit 2009 Soloklarinettist der Wiener Philharmoniker und im Orchester der Wiener Staatsoper. Gemeinsam mit seinem Vater Ernst Ottensamer und seinem Bruder Andreas Ottensamer bildete er das Klarinettentrio The Clarinotts.
Christoph Traxler (Klavier) wurde in Oberösterreich geboren. Er tritt als Kammermusikpartner mit Künstlern wie Adrian Eröd, Thomas Hampson und Michael Schade auf und ist seit dem Jahr 2022 Professor an der Universität für Musik und darstellende Kunst Wien. Gemeinsam mit seinen langjährigen Kammermusikpartnern Daniel Ottensamer und Stephan Koncz erschien im Jahr 2022 unter dem Titel "The Clarinet Trio Anthology" eine 7 CDs umfassende Einspielung des Repertoires für Klarinettentrio.

### Ehemalige Mitglieder
Tibor Kováč (Violine) wurde 1967 in Levice (Slowakische Republik) geboren. Er studierte am Konservatorium Bratislava bei A. Vrtel, an der Prager Akademie bei A. Moravec, an der Hochschule für Musik und darstellende Kunst Wien bei Michael Frischenschlager sowie bei A. Staar und Boris Kuschnir. Meisterkurse absolvierte er bei Zakhar Bron und Igor Oistrach. Er ist Preisträger internationaler Wettbewerbe und seit 1992 Mitglied der Wiener Philharmoniker (Vorgeiger). Als Solist trat er international auf. Neben Rundfunk- und Fernsehaufnahmen in der ehemaligen ČSSR und in Österreich spielte er eine Opern-Fantasie-CD sowie die Gesamtaufnahme der 24 Capricci von Paganini ein. Er spielt eine Violine von Antonio Stradivari, genannt „ex Rawark“ (1724), eine Leihgabe der Österreichischen Nationalbank.
Roman Jánoška (Violine) wurde 1989 in Bratislava geboren und stammt aus einer Musikerfamilie. Studien absolvierte er am Konservatorium Bratislava sowie am Konservatorium für Musik in Wien in der Meisterklasse von Pavel Vernikov. Er ist Preisträger zahlreicher Wettbewerbe und konzertierte international als klassischer Geiger und Jazz-Geiger, wobei eine Zusammenarbeit mit Künstlern wie Bobby McFerrin, Michel Camilo, Bireli Lagrene und Roby Lakatos erfolgte. Von 2012 bis 2017 war Jánoška Mitglied bei den Philharmonics.
František Jánoška (Klavier) wurde 1986 in Bratislava geboren. Er studierte am Konservatorium Bratislava und anschließend an der Universität für Musik und darstellende Kunst Wien. Er war Preisträger zahlreicher Wettbewerbe: 1998 erhielt er den 1. Preis beim Europäischen Wettbewerb junger Talente, er war Finalist beim internationalen Wettbewerb Martial Solal in Paris. 2002 gewann er den 1. Preis beim internationalen Franz Liszt Wettbewerb in Ungarn. Er ist Mitglied des Roby Lakatos Ensemble und gastiert bei namhaften Jazz-Festivals. Jánoška teilte sich das Podium mit Musikern wie Michel Camilo, Rainhard Fendrich, Arcadi Volodos, Sandra Pires oder Bobby McFerrin.

## Diskografie
- 2010: Souvenir de Bohème (Warner)
- 2011: Waltzes (DVD, Accentus)
- 2012: Fascination Dance (Deutsche Grammophon)
- 2013: Oblivion (Deutsche Grammophon)
- 2018: The Vienna Berlin Music Club Vol. 1 (Deutsche Grammophon)
- 2019: The Vienna Berlin Music Club Vol. 2 (Deutsche Grammophon)
- 2022: The Vienna Berlin Music Club Vol. 3 (Deutsche Grammophon)
- 2025: The Vienna Berlin Music Club Vol. 4 - Baltic (Deutsche Grammophon)